# Sons of the Forest

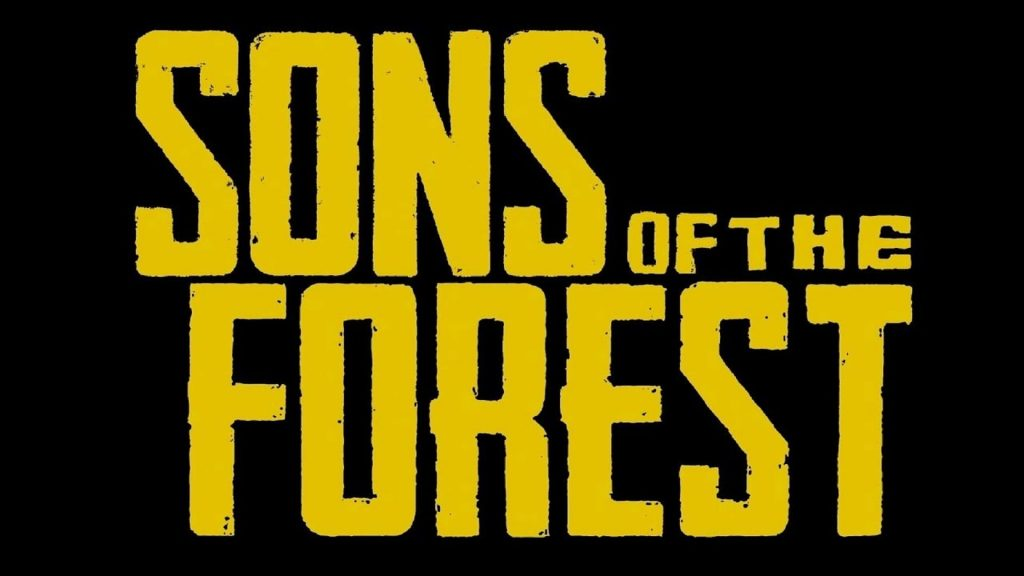
Logotipo del videojuego Sons of the Forest de Endnight Games.

Sons of the Forest es un videojuego desarrollado por Endnight Games de terror y supervivencia, publicado por Newnight. Fue lanzado el 23 de febrero de 2023 mediante un acceso anticipado para Microsoft Windows. Su lanzamiento oficial se produjo el 22 de febrero de 2024. Es la secuela del popular videojuego de 2018 The Forest.

## Desarrollo
Sons of the Forest se retrasó dos veces. Anunciado en diciembre de 2019, el juego tenía una fecha de lanzamiento inicial en mayo de 2022. El 25 de marzo de 2022, el juego se retrasó hasta octubre de ese año y el desarrollador dijo: "Se retrasará unos meses para poder entregar nuestra visión del próximo paso en los juegos de supervivencia", según el desarrollador Endnight Games. En agosto de 2022, el juego se retrasó nuevamente hasta su fecha de lanzamiento final del 23 de febrero de 2023. Posteriormente, el 3 de febrero de 2023, se anunció que el juego se lanzaría en acceso anticipado para evitar más demoras.

## Cómo se juega
De manera similar a The Forest, Sons of the Forest pone a los jugadores en control de un protagonista varado en una isla habitada por caníbales. Los jugadores pueden construir armas y edificios para ayudarlos a sobrevivir. Los NPC amistosos son nuevos en el juego. Uno es un compañero llamado Kelvin, que temporalmente está sordo y mudo por el golpe recibido en el accidente. Los jugadores pueden dar comandos escritos a Kelvin en una hoja de papel para ayudarlo con tareas simples como recolectar recursos de artesanía o encender fuego. Los jugadores también se encontrarán con Virginia, una mujer de tres brazos y tres piernas que puede equiparse con armas para ayudar en situaciones de combate. El mapa de este juego es cuatro veces más grande que el de su predecesor. El juego admite multijugador cooperativo de hasta ocho jugadores, aunque los jugadores también pueden optar por jugar el juego en solitario. Dependiendo de sus acciones, los jugadores pueden recibir diferentes finales.

## Historia
Muchos años después de los eventos en el Sitio 1, un Equipo de Rescate e Investigadores Militares Privados (ERIMP) contratados por la compañía PuffCorp es enviado a una isla llamada "Sitio 2" para buscar a Edward Puffton (fundador y director ejecutivo de PuffCorp), su esposa Barbara y su hija de 20 años, Virginia, que han desaparecido durante meses. El equipo iba a bordo de dos helicópteros AHH-145 modificados pero estos son repentinamente derribados por asaltantes desconocidos. Uno de los militares sobrevive al accidente de helicóptero, pero un misterioso hombre que lleva un abrigo plateado lo noquea. El militar luego se despierta con otro compañero de equipo superviviente llamado Kelvin, que quedó sordo y mudo en el accidente.
Trabajando juntos, el militar y Kelvin establecieron un campamento y obtuvieron recursos para sobrevivir en la naturaleza y los ataques de los caníbales mutantes. A medida que el militar comienza a explorar la isla, encuentra varios búnkeres subterráneos e instalaciones construidas por PuffCorp y aprende más sobre la verdadera naturaleza del "Sitio 2" y las intenciones de PuffCorp para él. Al igual que el "Sitio 1", el Sitio 2 posee artefactos antiguos de poder desconocido, así como un mineral dorado no descubierto previamente. PuffCorp adquirió la isla con el pretexto de convertirla en un centro turístico y compite en secreto con los propietarios del Sitio 1, Sahara Therapeutics, por el control de un artefacto conocido como el "Cubo". El contratista también encuentra imágenes de vigilancia que muestran a los ejecutivos de Edward y PuffCorp transformándose repentinamente en caníbales durante una cena, lo que significa que los caníbales eran el Sitio 2.
El Militar también se encuentra con Virginia, quien se convirtió en mutante aunque de alguna manera logró conservar su mente y cordura. Buscando en otro búnker, el militar también se encuentra con Tim y Eric LeBlanc, el hijo y el padre de The Forest; quienes también fueron contratados por PuffCorp para buscar a los Puffton. Sin embargo, el militar se separa de ellos cuando el hombre del abrigo plateado aborda a los LeBlanc y un mutante deja inconsciente al militar. Luego, el militar continúa explorando las instalaciones de PuffCorp y finalmente descubre notas de investigación sobre el Cubo que hacen referencia a su potencial para viajar entre dimensiones alternativas. El militar también se entera de que el Cubo se "activará" cada 8 ciclos lunares, y el único refugio seguro está dentro del propio Cubo. El Mercenario deduce que la activación del Cubo fue lo que causó las mutaciones masivas en la isla, y la próxima activación se realizará pronto.

## Finales
En el camino hacia el Cubo, se encuentran con un tipo diferente de mutante altamente agresivo que muestra aversión a los crucifijos. El militar finalmente llega al Cubo junto con Tim y ambos logran entrar al Cubo antes de que se cierre, encerrando al hombre con el abrigo plateado afuera. Cuando el Cubo se activa, Tim sufre una convulsión y se divide brevemente en varias versiones de sí mismo antes de que el Cubo les muestre una visión de una ciudad alienígena futurista. Luego, el Cubo se desactiva y se vuelve a abrir, mostrando que el hombre con el abrigo plateado ha mutado. El militar y Tim luego regresan a la superficie donde Eric está esperando en un helicóptero. Esto hará 2 posibles finales:
- Si el jugador decide ir a recuperar su paquete de supervivencia, el Contratista decide quedarse en la isla y los LeBlanc se van sin ellos.

- Si el jugador decide abordar el helicóptero, el militar abandona la isla con los LeBlanc. Si Kelvin y Virginia sobrevivieron y acompañaron al Contratista al Cubo, también se irán en el helicóptero.

## Personajes principales
Edward Puffton: CEO de Puffcorp y multimillonario con una fortuna de 500 mil millones de dólares; ha estado desaparecido durante 31 semanas en Sons of the Forest y juega un papel crucial en la historia.
Eric LeBlanc: El protagonista original de The Forest; un experto en supervivencia que crio solo a su hijo y es un personaje secundario en Sons of the Forest.
Jack Holt: El protagonista principal de Sons of the Forest, un periodista contratado para investigar la desaparición de la familia Puffton.
Jianyu Zhang: El antagonista principal de Sons of the Forest; un ex abogado corporativo de Puffcorp que fue despedido debido a los misteriosos eventos en la isla.
Tim LeBlanc: Hijo de Eric LeBlanc, el protagonista de The Forest; es un renombrado físico que estudia universos paralelos.